# Ceriagrion cerinorubellum
Ceriagrion cerinorubellum es una especie de zigóptero de la familia Coenagrionidae, nativa de Asia, donde es bastante común.

## Distribución y hábitat
Se distribuye en Bangladés, Brunéi Darussalam, Camboya, India, Indonesia (Java, Kalimantan, Sumatra), Laos, Malasia (Malasia Peninsular, Sabah, Sarawak), Myanmar, Pakistán, Filipinas, Singapur, Sri Lanka, Tailandia, y Vietnam. Habita en la cercanía de agua estancada, incluyendo pantanos y bosques pantanosos hasta desagües urbanos.